# Зоджі-Ла (тунель)
Зоджі-Ла (англ. Zoji-la Tunnel) — споруджуваний автомобільно-пішохідний тунель на півночі Індії. Розміщений в Західних Гімалаях на висоті 3,5 кілометри над рівнем моря, поблизу однойменного перевалу на шосе Срінагар — Каргіл — Лех. На будівництві використовується новоавстрійський метод тунелебудування.
Проєкт тунелю був схвалений урядом Індії у травні 2018 року з бюджетом у 6800 крор, роботи розпочато 2021-го, а остаточне завершення споруди заплановано на 2026 рік (влітку 2023-го стало відомо, що роботи не встигнуть завершити до 2030-го року)
Тунель Зоджі-Ла складається з двох паралельних виробок і скоротить відстань між селищами Балтал і Мірамарг з 40 до 13 кілометрів, а час у дорозі з чотирьох годин до 15 хвилин. Це додатково дозволить не залежати від погодних умов на перевалі, тобто покращить як цивільну так і військову логістику у прикордонному регіоні.